# Лонцко (гмина)
Лонцко (пол. Łącko) — сельская гмина (волость) в Польше, входит как административная единица в Новосонченский повет, Малопольское воеводство. Население — 14 709 человек (на 2004 год).

## Сельские округа
1. Бжина
2. Чарны-Поток
3. Чернец
4. Язовско
5. Кадча
6. Кичня
7. Лазы-Бжиньске
8. Лонцко
9. Машковице
10. Обидза
11. Щереж
12. Воля-Коснова
13. Воля-Пискулина
14. Забжеж
15. Загожин
16. Зажече

## Фотографии

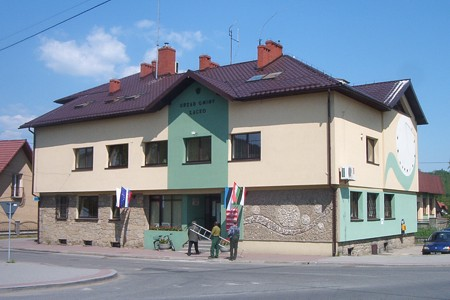
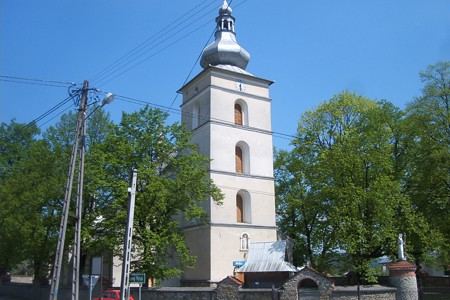
Костёл
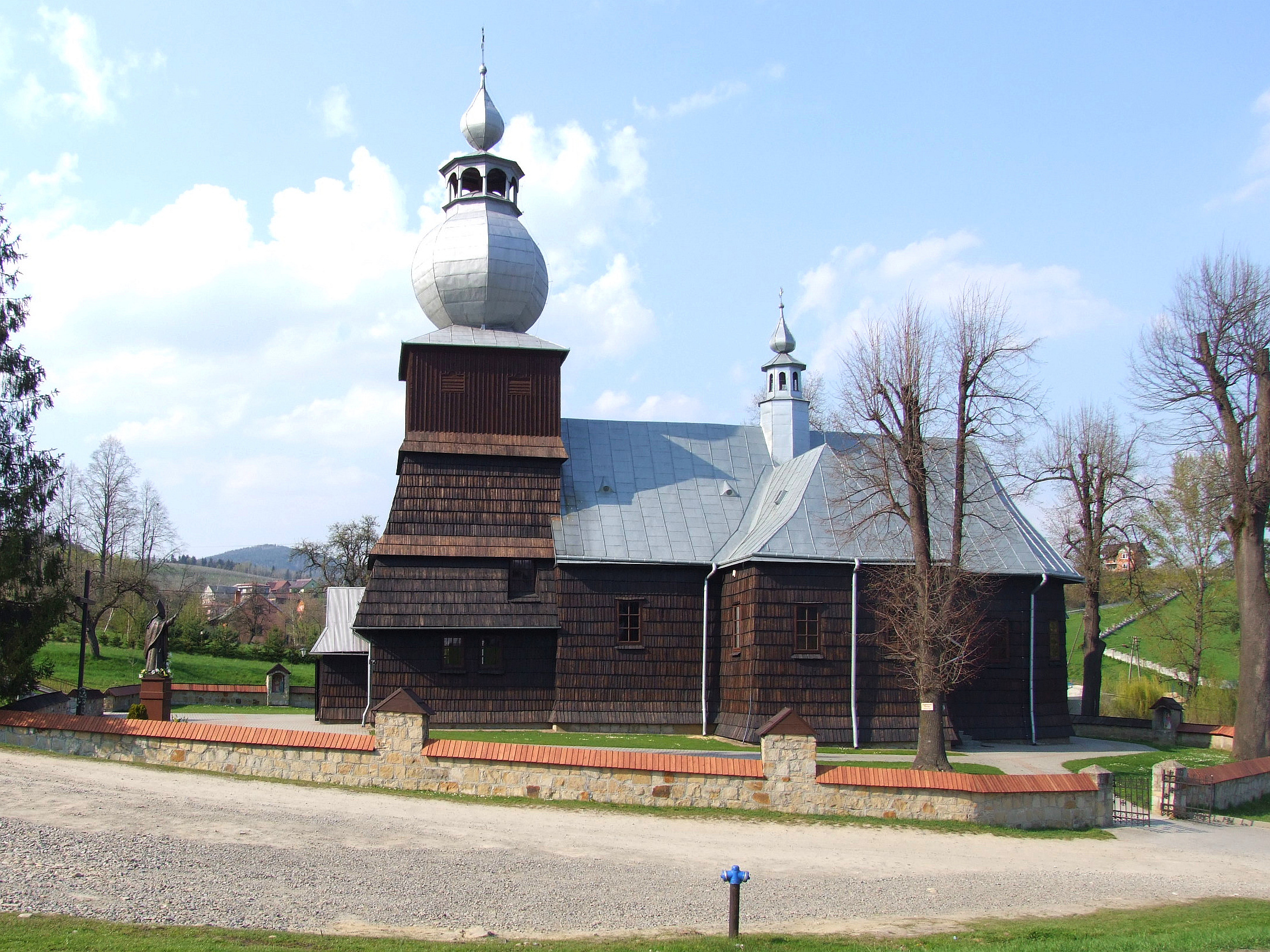
Костёл